# Natela Dzalamidze
Natela Dzalamidze (ruso:Натела Дзаламидзе, nació el 27 de febrero de 1993) es una jugadora de tenis rusa, nacionalizada georgiana.
Su mejor clasificación en la WTA fue la número 245 del mundo, que llegó el 16 de noviembre de 2015. En dobles alcanzó número 43 del mundo, que llegó el 16 de mayo de 2022. Hasta la fecha, ha ganado siete individuales y veintisiete títulos de dobles en el ITF tour.
Dzalamidze hizo debut el la WTA en el Nürnberger Versicherungscup 2015 en el cuadro de dobles, asociada con Sviatlana Pirazhenka.
El 20 de junio del 2022 para poder disputar los torneos WTA, especialmente el Campeonato de Wimbledon 2022 para evadir el veto británico por la Invasión rusa de Ucrania de 2022, cambió su nacionalidad a georgiana, dejando de lado su nacionalidad rusa.

## Títulos WTA (3; 0+3)

### Dobles (3)
| Leyenda                                |
| -------------------------------------- |
| Grand Slam (0)                         |
| Juegos Olímpicos (0)                   |
| WTA Finals (0)                         |
| P. Mandatory & Premier 5, WTA 1000 (0) |
| Premier, WTA 500 (0)                   |
| International, WTA 250 (3)             |

| N.º | Fecha                   | Torneo      | Superficie    | Pareja            | Oponentes en la final              | Resultado         |
| --- | ----------------------- | ----------- | ------------- | ----------------- | ---------------------------------- | ----------------- |
| 1.  | 7 de agosto de 2021     | Cluj-Napoca | Tierra batida | Kaja Juvan        | Katarzyna Piter Mayar Sherif       | 6-3, 6-4          |
| 2.  | 12 de noviembre de 2021 | Linz        | Dura (i)      | Kamilla Rakhimova | Wang Xinyu Saisai Zheng            | 6-4, 6-2          |
| 3.  | 12 de febrero de 2023   | Linz        | Dura (i)      | Viktória Kužmová  | Anna-Lena Friedsam Nadiia Kichenok | 4-6, 7-5, [12-10] |

#### Finalista (4)
| N.º | Fecha                    | Torneo   | Superficie    | Pareja            | Oponentes en la final               | Resultado           |
| --- | ------------------------ | -------- | ------------- | ----------------- | ----------------------------------- | ------------------- |
| 1.  | 15 de octubre de 2017    | Linz     | Dura (i)      | Xenia Knoll       | Kiki Bertens Johanna Larsson        | 6-3, 3-6, [4-10]    |
| 2.  | 25 de julio de 2021      | Palermo  | Tierra batida | Kamilla Rakhimova | Erin Routliffe Kimberley Zimmermann | 6-7(5), 6-4, [4-10] |
| 3.  | 24 de abril de 2022      | Estambul | Tierra batida | Kamila Rakhimova  | Marie Bouzková Sara Sorribes        | 3-6, 4-6            |
| 4.  | 18 de septiembre de 2022 | Chennai  | Dura          | Anna Blinkova     | Gabriela Dabrowski Luisa Stefani    | 1-6, 2-6            |

## Títulos WTA125s

### Dobles (3)
| N.º | Fecha                   | Torneos | Superficie | Pareja               | Oponentes                        | Resultado        |
| --- | ----------------------- | ------- | ---------- | -------------------- | -------------------------------- | ---------------- |
| 1.  | 14 de noviembre de 2016 | Taipéi  | Dura (i)   | Veronika Kudermetova | Chang Kai-chen Chuang Chia-jung  | 4-6, 6-3, [10-5] |
| 2.  | 3 de noviembre de 2018  | Mumbai  | Dura       | Veronika Kudermetova | Bibiane Schoofs Barbora Štefková | 6-4, 7-6(4)      |
| 3.  | 23 de octubre de 2022   | Ruan    | Dura (i)   | Kamilla Rakhimova    | Misaki Doi Oksana Kalashnikova   | 6-2, 7-5         |